# Andrei Sergejewitsch Jepischin
Andrei Sergejewitsch Jepischin (russisch Андрей Сергеевич Епишин; * 10. Juni 1981 in Schukowski, Oblast Moskau, RSFSR, UdSSR) ist ein russischer Leichtathlet (Sprinter).
Jepischin, der Sohn der ehemaligen Mittelstrecklerin Jekaterina Podkopajewa, wird von seinem Vater Sergei trainiert. Er ist dreifacher Russischer Meister (2004–2006) über 100 Meter und vierfacher Russischer Hallenmeister über 60 Meter (2003–2006).
Er nahm an den Olympischen Sommerspielen 2004 teil, schied aber mit 10,29 Sekunden als Siebenter seines 100-Meter-Viertelfinallaufs frühzeitig aus. Die russische 4-mal-100-Meter-Staffel, der er auch angehörte, wurde Letzte ihres Vorlaufs.
Bei den Halleneuropameisterschaften 2005 in Sevilla wurde er Fünfter über 60 Meter. Im selben Jahr gewann er bei Universiade in Izmir die Silbermedaille im 100-Meter-Lauf.
2006 gewann er bei den Hallenweltmeisterschaften in Moskau die Silbermedaille über 60 Meter und erzielte dabei mit einer Zeit von 6,52 Sekunden persönliche Bestleistung und russischen Rekord. Ebenfalls die Silbermedaille gewann er über 100 Meter bei den Europameisterschaften in Göteborg; seine Zeit von 10,10 Sekunden bedeutete auch hier persönliche Bestzeit und nationaler Rekord.
Bei den Olympischen Sommerspielen 2008 schied er mit 10,25 Sekunden als Sechster seines 100-Meter-Viertelfinallaufs aus.